# 30509 Yukitrippel
30509 Yukitrippel este un asteroid din centura principală de asteroizi.

## Descriere
30509 Yukitrippel este un asteroid din centura principală de asteroizi. A fost descoperit pe 28 decembrie 2000 la Socorro, New Mexico, în cadrul proiectului LINEAR. Asteroidul prezintă o orbită caracterizată de o semiaxă mare de 2,42 ua, o excentricitate de 0,19 și o înclinație de 6,5° în raport cu ecliptica.